# Iceland Review
L'Iceland Review est un magazine de la presse écrite qui parait en Islande.

## Histoire
Créé en août 1963, l'Iceland Review est le plus ancien périodique en anglais d'Islande.

## Édition
L'Iceland Review est un magazine trimestriel d'information générale sur la société, la politique, la culture, les actualités en Islande avec des interviews d'Islandais, des reportages sur différents lieux du pays et des photos essais.
Páll Stefánsson, un député, en est le directeur artistique, l'auteur de toutes les photographies et l'un des éditeurs.
Le magazine dispose d'un site Web intitulé Iceland Review_Online.

### Référence
- (en) Cet article est partiellement ou en totalité issu de l’article de Wikipédia en anglais intitulé « Iceland Review » (voir la liste des auteurs).